# Геркулес (лунный кратер)
Кратер Геркулес (лат. Hercules) — хорошо заметный ударный кратер в северной части видимой стороны Луны, находящийся на юго-востоке от Моря Холода и на востоке от кратера Атлас. Название присвоено Джованни Риччиоли в честь героя древнегреческой мифологии Геракла (лат. Hercules) и утверждено Международным астрономическим союзом в 1935 году. Кратер Геркулес вместе с кратером Атлас образует хорошо заметную пару в северо-восточном квадранте Луны. Образование кратера относится к эратосфенскому периоду.

## Описание кратера
Кратер находится в гористой местности. На востоке от него располагается кратер Атлас; на юго-востоке кратеры Эрстед, Цефей и Франклин; на юге кратер Уильямс. Селенографические координаты центра кратера — 46°49′ с. ш. 39°13′ в. д. / 46,82° с. ш. 39,21° в. д., диаметр — 68,32 км, глубина — 2,32 км.
Внутренний склон кратера террасовидный, внешний вал сравнительно невелик. Дно чаши кратера заполнено базальтовой лавой и имеет несколько участков с низким альбедо, центральный пик затоплен, над поверхностью лавы выступает лишь небольшой холм. Состав центрального холма — габбро-норито-троктолитовый анортозит с содержанием плагиоклаза 85-90 % (GNTA1). На юге от центрального пика находится хорошо заметный сателлитный кратер Геркулес G. Южная часть вала кратера нарушена сателлитным кратером Геркулес E. Северная часть внутреннего склона вала имеет следы обрушения. Вал кратера имеет высоту около 3350 м над дном чаши, над окружающей местностью 1280 м, объем кратера составляет приблизительно 4200 км³..

## Сателлитные кратеры
| Геркулес | Координаты                                            | Диаметр, км |
| -------- | ----------------------------------------------------- | ----------- |
| B        | 47°52′ с. ш. 36°42′ в. д. / 47,87° с. ш. 36,7° в. д.  | 7,4         |
| C        | 42°44′ с. ш. 35°22′ в. д. / 42,74° с. ш. 35,36° в. д. | 8,8         |
| D        | 44°47′ с. ш. 39°44′ в. д. / 44,79° с. ш. 39,73° в. д. | 8,0         |
| E        | 45°48′ с. ш. 38°42′ в. д. / 45,8° с. ш. 38,7° в. д.   | 10,0        |
| F        | 50°19′ с. ш. 41°45′ в. д. / 50,31° с. ш. 41,75° в. д. | 13,2        |
| G        | 46°28′ с. ш. 39°17′ в. д. / 46,46° с. ш. 39,28° в. д. | 13,8        |
| H        | 51°20′ с. ш. 41°02′ в. д. / 51,33° с. ш. 41,04° в. д. | 6,0         |
| J        | 44°07′ с. ш. 36°26′ в. д. / 44,12° с. ш. 36,44° в. д. | 7,9         |
| K        | 44°16′ с. ш. 36°58′ в. д. / 44,26° с. ш. 36,96° в. д. | 7,0         |

- Сателлитный кратер Геркулес А в 1982 году переименован в кратер Келдыш.

- Сателлитный кратер Геркулес Е имеет эллиптическую форму, дно его чаши треугольной формы[6]. Необычная морфология кратера может объясняться низким углом импакта.

- Сателлитные кратеры Геркулес D, E, G включены в список кратеров с яркой системой лучей Ассоциации лунной и планетарной астрономии (ALPO)[7].

- Сателлитные кратеры Геркулес С, D, G включены в список кратеров с тёмными радиальными полосами на внутреннем склоне Ассоциации лунной и планетарной астрономии (ALPO)[8].